# شهرستان ویکلی (تنسی)
شهرستان ویکلی، تنسی (به انگلیسی: Weakley County, Tennessee) یک سکونتگاه مسکونی در ایالات متحده آمریکا است که در تنسی واقع شده‌است.

## خصوصیات
شهرستان ویکلی ۱٬۵۰۷ کیلومترمربع مساحت دارد.